# Naya Rivera
Naya Marie Rivera (12. ledna 1987, Valencie, Kalifornie, USA – 8. července 2020 Piru, Kalifornie, USA) byla americká herečka a zpěvačka. Její nejznámější rolí je Santana Lopez v seriálu Glee. Její první singl Sorry byl vydán 17. září 2013. V září 2016 vydala knihu Sorry Not Sorry: Dreams, Mistakes and Growing Up.
Dne 8. července 2020 byla prohlášena za pohřešovanou poté, co policie našla jejího osamoceného čtyřletého syna, s nímž předtím vyrazila na hodinovou projížďku na jezeru Piru. Dne 13. července bylo v jezeře nalezeno její tělo.

## Dětství
Vyrůstala ve Valencii v Kalifornii a po většinu svého života žila v okolí Los Angeles, nebo i přímo v něm. Byla dcerou Yolandy, bývalé modelky, a George Rivery. Její bratr Mychal Rivera je zadák v NFL a její mladší sestra Nickayla Rivera je modelka. Ve věku osmi nebo devíti měsíců jí začal zastupovat stejný agent jako její matku, která se přestěhovala do Los Angeles kvůli modelingu.

## Kariéra

### 1991–2008 - Začátky
Jako dítě se objevila v reklamách pro Kmart, ale její první významná role přišla v jejích čtyřech letech, kdy hrála po boku Hillary Winston a Eddieho Murphy v sitcomu z roku 1991 s názvem The Royal Family. V letech 1992–2002 měla malé role v seriálech Fresh Prince, Family Matters, Live Shot, Smart Guy, Pobřežní hlídka, House Blend, Báječní Stevensovi a ve filmu Pán převleků. V roce 2002 se také objevila ve videoklipu americké R&B skupiny B2K s názvem „Why I Love You“. Vystupovala také v jednotlivých epizodách seriálů 8 Simple Rules a Kriminálka Miami a objevila se v Bernie Mac Show. V roce 2006 a 2007 přijala roli v produkci Marka E. Swinstona U Don't Know Me: The Musical, v Los Angeles a při národním turné.

### 2009–2011 - Průlom v kariéře –Glee

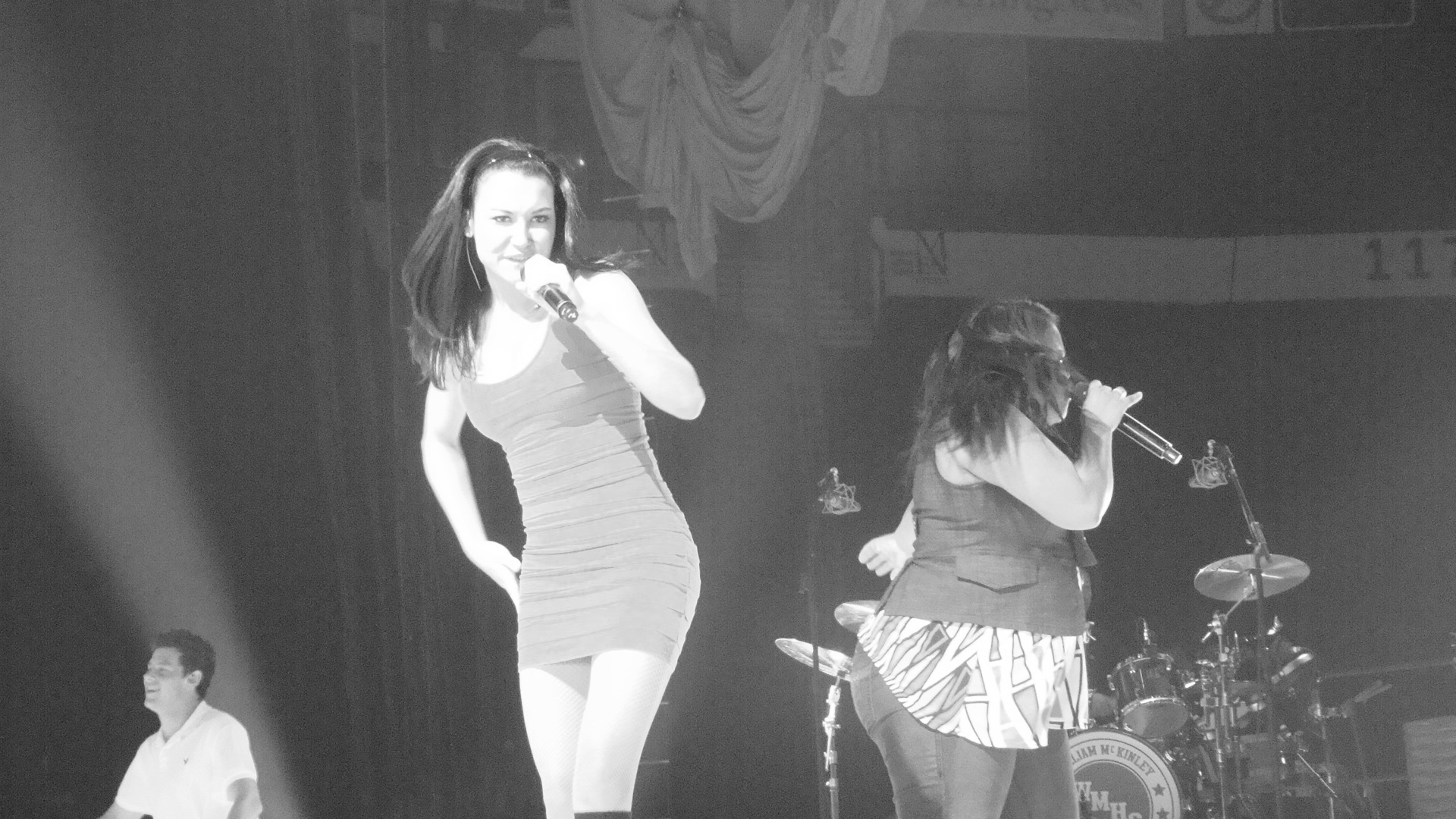
Naya Rivera a Amber Riley při GLEE Tour

V roce 2009 byla obsazena do role roztleskávačky Santany Lopez v muzikálově-komediálním seriálu Glee. Její postava je ze začátku zlá a nemilosrdná a ukazuje svou měkčí stránku jen své kamarádce, roztleskávačce Britney (hraje ji Heather Morris). Rivera popsala Santanu jako „z té největší části typická školní roztleskávačka. Je velmi lakomá a má ráda kluky. Je velmi vtipná a proto ji ráda hraji.“ Charakterizovala Santanu jako „trochu zlá holka, která má ale vždycky ve scénáři nějakou vtipnou větu. Užívá si fakt, že je Santana tvrdohlavá a soutěživá, ale nelíbí se jí, že má zlé povahové rysy.“ Její nejoblíbenější pěvecké a taneční číslo první série bylo „Like A Prayer“. V průběhu série se její role postupně zvětšovala a na začátku druhé série byla již Santana povýšena na hlavní postavu.
Její první sólo přišlo ve druhé sérii v epizodě Rocky Horror Glee Show. Během druhé série se radikálně změnil charakter její postavy, když bylo prozrazeno, že Santana je lesba. Rivera ztvárnila Santanu jako dívku snažící se vyrovnat se svou sexualitou, zamilovanou do své nejlepší kamarádky a s jejími problémy otevřít se okolí. Za svůj výkon získala velmi pozitivní recenze od kritiků. V roce 2010 se objevila na seznamu „100 nejpřitažlivějších lidí“ časopisu Maxim a skončila na 61. místě. Následující rok ve stejném seznamu skončila na 43. místě. Na stejném seznamu AfterEllen skončila na prvním místě. V roce 2011 byla za roli nominována na dvě ceny ALMA Awards.
V druhé polovině třetí série pokračovala chvála kritiků na ztvárnění Santany. Získala příležitost zpívat duet s Ricky Martinem a pracovat s Glorií Estefan, která si v seriálu zahrála Santaninu matku. Na konci 3. série nebylo jisté, které postavy se ve 4. sérii vrátí, protože větší část postav (i Santana) bude maturovat a opustí střední školu. V květnu 2012 na Fox Upfronts Rivera potvrdila, že se do seriálu vrátí.

### 2011–2014 - Sólové album
V květnu roku 2011 bylo oznámeno, že podepsala smlouvu s Columbia Records na vlastní sólové album. Hudební duo 2Cellos vydalo druhý singl z jejich druhého alba, cover verzi skupiny Muse „Supermassive Black Hole“ a Naya nazpívala vokály. Společně s raperem Big Seanem vydala svůj debutový singl „Sorry“ 17. září 2013. Dne 1. května bylo oznámeno, že nahrávací studio se rozhodlo od smlouvy odstoupit.

### 2014–2020
Dne 9. března 2014 měl na Filmovém festivalu v Austinu premiéru film At the Devil's Door, ve kterém Naya zažila svůj filmový debut. Film obdržel smíšené reakce od kritiků, Nayin výkon však hodnotili kladně. Kritik Edgar Chaput ze Sound on Sight jej nazval jako „nejvíce přirozené vystoupení ve filmu“. V roce 2015 získala vedlejší roli Blancy v seriálu Devious Maids. V září 2016 vydala knihu Sorry Not Sorry: Dreams, Mistakes, and Growing Up. V roce 2018 se objevila v jedné z hlavních rolí v internetovém seriálu Step Up: High Water.

## Osobní život
Rivera měla z poloviny portorické a ze čtvrtin afroamerické a německé předky. Byla vášnivou čtenářkou a volný čas věnovala různým charitativním organizacím. Jak Rivera sama řekla: „Moje vášeň k hudbě je jednou z mých největších lásek.“ Stejně jako v Glee, tak i ve skutečnosti byla její nejlepší kamarádka Heather Morris (představitelka Brittany).
V dubnu 2013 začala chodit s raperem Big Seanem a v říjnu oznámili zasnoubení, v dubnu 2014 zásnuby zrušili. Netrvalo dlouho a Nayin partnerem se stal Ryan Dorsey, se kterým už o čtyři roky dříve chodila. Pár se vzal 19. července 2014 v Cabo San Lucas v Mexiku. Dne 24. února 2015 Naya oznámila, že čekají první dítě. Jejich syn Josey Hollis Dorsey se narodil 17. září 2015. Ve svém memoáru prozradila, že v roce 2010 podstoupila potrat, krátce poté, co se s Dorseym rozešla, a to kvůli úspěšné kariéře v Glee. V roce 2016 podala žádost o rozvod, o rok později byla krátce zatčena za domácí násilí páchané na Dorseym. V lednu 2018 byla zproštěna viny a v červnu 2018 byl pár definitivně rozveden a dohodl se na střídavé péči dítěte.

## Zmizení
Dne 8. července 2020 byla prohlášena za pohřešovanou osobu poté, co byl její čtyřletý syn Josey nalezen osamělý na loďce, kterou si Rivera předtím půjčila na projížďku po jezeře Piru. Pátrání po Riveře a jejím synu Joseym započalo ve 4:00 odpoledne místního času, tři hodiny poté, co měl skončit pronájem jejich loďky. V 5:00 odpoledne místního času jejich loďku nalezla posádka jiné lodi, byl na ní však jen osamocený Josey, který spal a měl na sobě záchrannou vestu. Loď byla nalezena v oblasti Narrows, na severní straně jezera, které je známé svou nepředvídatelností. Na palubě byla nalezena záchranná vesta pro dospělého a průkazy totožnosti Rivery. Čtyřletý Josey vyšetřovatelům sdělil, že jeho matka šla plavat, ale zpátky už se nevrátila. Také uvedl, že jeho matka na sobě neměla záchrannou vestu. Na parkovišti bylo nalezeno vozidlo Rivery, černý Mercedes-Benz třídy G. Policejní oddělení okresu Ventura County ten večer pozastavilo pátrací a záchrannou operaci a pokračovalo následující den. Jezero bylo pro veřejnost uzavřeno a na hledání Rivery se podílely potápěčské týmy z celého regionu. Dne 9. července 2020 policejní oddělení potvrdilo televizní stanici NBC, že Rivera je považována za mrtvou, pátrání po ní však nadále pokračuje.
Ve dnech 11. a 12. července 2020 se k pátracímu týmu u jezera připojili rodiče Rivery, její bratr, bývalý manžel Ryan Dorsey a její kamarádka a kolegyně z Glee, Heather Morris. Dne 11. července 2020 místní policie oznámila, že po Riveře pátrají i policisté z dalších okresů. V ten samý den si její kolegyně z Glee, Lea Michele, zrušila svůj účet na Twitteru, protože jí přicházely „trollící“ zprávy o zmizení Rivery.
Dne 13. července 2020 bylo v jezeře Piru nalezeno její tělo. Byla pohřbena na hřbitově Forest Lawn Memorial Park v Hollywoodu.

## Filmografie

### Film
| Rok  | Název                      | Role                                |
| ---- | -------------------------- | ----------------------------------- |
| 2002 | Pán převleků               | dítě převlečené za Captaina Americu |
| 2009 | Frankenhood                | sexy holka                          |
| 2011 | Glee: The 3D Concert Movie | Santana Lopez                       |
| 2013 | Kdo zachrání Vánoce?       | Sparkle (hlas)                      |
| 2014 | At the Devil's Door        | Vera                                |

### Televize
| Rok       | Název                          | Role                           | Poznámky                                                    |
| --------- | ------------------------------ | ------------------------------ | ----------------------------------------------------------- |
| 1991–1992 | The Royal Family               | Hillary Winston                |                                                             |
| 1992–1993 | Family Matters                 | Gwendolyn                      | Epizody: „Just One Date“, „Heart Strings“, „Mama's Wedding“ |
| 1993      | Fresh Prince                   | Cindy                          | Epizoda: „Bundle of Joy“                                    |
| 1995      | Live Shot                      | Ann                            | díl: „Another Day, Another Story“                           |
| 1996      | Pobřežní hlídka                | Willa                          | díl: „Scorcher“                                             |
| 1997–1999 | Smart Guy                      | Kelly Tanya                    | díly: „Baby, It's You and You and You“ „Never Too Young“    |
| 2002      | House Blend                    | Chloe                          | pilotní díl                                                 |
| 2002      | Báječní Stevensovi             | Charlene                       | díl: „Short Story“                                          |
| 2002–2006 | The Bernie Mac Show            | Donna                          |                                                             |
| 2003      | Soul Food                      | Lauryn                         | díly: „Truth's Consequences“ a „Nobody's Child“             |
| 2004      | 8 Simple Rules                 | hezká holka                    | díl: „Halloween“                                            |
| 2008      | Girlfriends                    | mladá holka                    | díl: „Stand and Deliver“                                    |
| 2008      | Kriminálka Miami               | Rachel Calvado                 | díl: „Power Trip“                                           |
| 2009–2015 | Glee                           | Santana Lopez                  | 1. a 6. série: vedlejší role 2.–5. série: hlavní role       |
| 2012      | Když mně bylo 17               | ona sama                       | díl: „28“                                                   |
| 2012      | The Glee Project               | ona sama                       | Hostující hvězda (2. řada, 4. díl s názvem „Sexuality“)     |
| 2013      | Módní policie                  | ona sama                       |                                                             |
| 2013      | Styled to Rock                 | ona sama                       | díl: „Stand and Deliver“                                    |
| 2014      | The Real Housewives of Atlanta | ona sama                       | díl: „Secrets Revealed“                                     |
| 2015      | Devious Maids                  | Blanca Alvarez                 | vedlejší role, 5 dílů                                       |
| 2016      | Americký táta                  | Lolo Fuentes                   | díl: „The Unincludeds“                                      |
| 2017      | RuPaul's Drag Race             | ona sama (hostující porotkyně) | díl: „Good Morning Bitches“                                 |
| 2018      | Step Up: High Water            | Collette Jones                 | 21 dílů                                                     |

## Diskografie

### Singly
- „Sorry“ (feat. Big Sean) (2013)

### Featuring
- „Supermassive Black Hole“ (2Cellos)

### Videoklipy
| Rok  | Umělec  | Název                   |
| ---- | ------- | ----------------------- |
| 2002 | B2K     | Why I Love You          |
| 2012 | 2Cellos | Supermassive Black Hole |

## Divadlo
| Rok       | Název           | Role  | Poznámky                                   |
| --------- | --------------- | ----- | ------------------------------------------ |
| 2006–2007 | U Don't Know Me | Keila | uváděno v Los Angeles a jako národní turné |

## Ocenění a nominace
| Rok  | Ocenění                                     | Kategorie                                                      | Výsledek                            |
| ---- | ------------------------------------------- | -------------------------------------------------------------- | ----------------------------------- |
| 1992 | Young Artist Awards                         | Nejlepší vystoupení dětské herečky do deseti let               | nominace                            |
| 2010 | Cena Sdružení filmových a televizních herců | Nejlepší obsazení komediálního seriálu                         | vítězství                           |
| 2010 | Imagen Awards                               | Nejlepší televizní herečka ve vedlejší roli                    | nominace                            |
| 2010 | Teen Choice Awards                          | Nejlepší skupina                                               | nominace                            |
| 2011 | Cena Sdružení filmových a televizních herců | Nejlepší obsazení komediálního seriálu                         | nominace                            |
| 2011 | Cena Grammy                                 | Nejlepší duet nebo sborové číslo s vokály                      | nominace                            |
| 2011 | ALMA Awards                                 | Oblíbená televizní herečka v hlavní roli v komediálním seriálu | nominace                            |
| 2011 | ALMA Awards                                 | Nejlepší zpěvačka                                              | vítězství                           |
| 2012 | Cena Sdružení filmových a televizních herců | Nejlepší obsazení komediálního seriálu                         | nominace                            |
| 2012 | My TV Awards                                | Opravdu dobře vypadající žena                                  | vítězství                           |
| 2012 | My TV Awards                                | Nejlepší herečka ve vedlejší roli v komedii                    | vítězství                           |
| 2012 | NewNowNext Awards                           | Nejpřitažlivější žena                                          | vítězství                           |
| 2013 | Cena Sdružení filmových a televizních herců | Nejlepší obsazení komediálního seriálu                         | nominace                            |
| 2013 | Filmový festival Giffoni                    | Cena Giffoni                                                   | vítězství                           |
| 2014 | People's Choice Awards                      | Oblíbené televizní kamarádky                                   | vítězství (společně s Leou Michele) |
| 2014 | Teen Choice Awards                          | Oblíbená zlodějka scén                                         | nominace                            |